# Erich von Stroheim
Erich von Stroheim (født 22. september 1885, død 12. maj 1957), var en østrigsk-amerikansk filminstruktør.
Det tænkes at Erich Oswald Stroheim blev født i Wien i en jødisk middelklassefamilie. Selv påstod Stroheim, at han var greve i den østrigske adel. I 1909 udvandrede han til USA.
Han var en de vigtigste stumfilmsinstruktører, men var også kendt for at være en tyran og en perfektionist. Hans originalversion af Guld (originaltitel: Greed) siges at havde været ni timer lang – studiet skar den ned til to timer. I 1929 blev han fyret fra Queen Kelly.
Derefter arbejdede han mest som skuespiller, blandt andet i La Grande Illlusion af Jean Renoir og i Sunset Boulevard. Han skrev også flere romaner. I senere år levede han i Frankrig.

## Udvalgt filmografi
- Blinde Ægtemænd (1919)
- Rouletten (1922)
- Guld (1924)
- Den glade Enke (1925)
- Queen Kelly (1929)